# Hampden County
Hampden County är ett område i västra delen av delstaten Massachusetts i USA. Hampden är ett av fjorton counties i delstaten. Den administrativa huvudorten (county seat) är Springfield. År 2010 hade Hampden County 463 490 invånare.
1998 överfördes den sekundärkommunala verksamheten i countyt till delstatsmyndigheterna.

## Geografi
Enligt United States Census Bureau har Hampden County en total area på 1 642 km². 1 602 km² av den arean är land och 41 km² är vatten.

### Angränsande countyn
- Hampshire County - nord
- Worcester County - öst
- Tolland County, Connecticut - sydöst
- Hartford County, Connecticut - syd
- Litchfield County, Connecticut - sydväst
- Berkshire County - väst